# Sane-Morte
Die Sane-Morte (auch Sâne-Morte geschrieben) ist ein Fluss in Frankreich, der in den Regionen Auvergne-Rhône-Alpes und Bourgogne-Franche-Comté verläuft. Sie entspringt im Gemeindegebiet von Foissiat und entwässert zunächst in nördlicher Richtung durch die Landschaft Bresse, schwenkt dann aber auf Südwest und mündet nach rund 55 Kilometern beim Ort Moulin de Montjai, im Gemeindegebiet von Ménetreuil, als rechter Nebenfluss in die Sane-Vive.
Auf ihrem Weg durchquert die Sane-Morte die Départements Ain und Saône-et-Loire.

## Orte am Fluss
- Foissiat
- Cormoz
- Sainte-Croix
- La Chapelle-Naude
- Rancy
- Ménetreuil